# Olivier Imbert
Pour les personnes ayant le même patronyme, voir Imbert.
Olivier Imbert, né le 25 décembre 1960 à Dunkerque, est un pilote français de char à voile, en catégorie classe 3.

## Palmarès

### Championnats du monde
- Médaille d'or en 2010, La Panne,  Belgique
- Médaille de bronze en 2004, Sankt Peter-Ording,  Allemagne

### Championnats d'Europe
- Médaille d'or en 2016, Bretteville,  France
- Médaille d'or en 2009, Sankt Peter-Ording,  Allemagne
- Médaille de bronze en 2005, Terschelling,  Pays-Bas
- Médaille de bronze en 2004, Sankt Peter-Ording,  Allemagne
- Médaille d'argent en 1988, Borkum,  Allemagne